# William Naraine
William Naraine (Londres, 29 de dezembro de 1965) é um cantor britânico.
É vocalista e criador do grupo Double You.

## História
Filho de pai indiano e mãe italiana, William Naraine mudou-se com sua família para a Itália aos 16 anos de idade. Antes de se dedicar à dance music, Naraine possuía duas lojas de roupa próximo de Florença, na qual sua família possuía um restaurante.
William casou-se no ano de 1998 com a egípcia Marsh Izeka.
A música "Please Don't Go" foi remixada em homenagem a sua mãe, falecida em novembro de 2001.
Em 2002, William produziu e tocou com outros projetos como o T-Factory (ele contribuiu para a música Message In The Bottle, que teve muito sucesso em todo o mundo). No mesmo ano, sua voz era caracterizada pelo grupo Love Soluction para a faixa "I'll Be Over You".
Em março de 2004, Naraine contribuiu para o single "All My Illusion", de Vanni G. Em outubro, ele apareceu novamente no próximo single "I Say Yeah". Ele também participou de uma remixagem do single "Memories", de Promise Land vs. Netzwerk, cantada em duo com Sandy Chambers.
Em 2005, a voz de William Naraine foi caracterizada nas músicas "Get Up" e "Beat Goes On", ambas, do italiano DJ Ross. Fala fluentemente o português.
Em 2013, fez show solo no Palco Perry do Lollapalooza, em São Paulo.